# Kara śmierci w Niemczech
Kara śmierci obowiązywała w Niemczech od średniowiecza aż do XX wieku.
W okresie średniowiecza wyroki w księstwach Rzeszy wykonywano na różne sposoby, od ścięcia, przez powieszenie aż do bardzo wówczas powszechnego łamania kołem. Potem najpowszechniejszą metodą stała się dekapitacja (ścięcie).
Po zjednoczeniu Niemiec w 1871 roku wprowadzono prawo, na mocy którego wszystkie wyroki śmierci mają być wykonywane przez ścięcie (mieczem, toporem lub na gilotynie). Tak było aż do czasów objęcia władzy przez Adolfa Hitlera (Prusy stosowały wyłącznie ścięcie toporem, zaś inne landy także gilotynę, która przywędrowała do Niemiec w początkach XIX wieku wraz z Napoleonem).
Trudno oszacować liczbę osób straconych, nawet w samych tylko Niemczech, w okresie dyktatury nazistowskiej. Ostatni wyrok przez ścięcie toporem wykonano w 1938 roku w Berlinie. W tym samym roku Hitler zadekretował, iż od tej pory wyroki mają być wykonywane przez powieszenie lub na gilotynie (w samych tylko latach 1944–1945 odbyło się 10 tysięcy dekapitacji).
Po wojnie wyroki śmierci nadal wykonywano w strefach okupacyjnych. Na terenach stref okupacyjnych aliantów zachodnich ostatnia egzekucja skazanego za przestępstwo pospolite miała miejsce 18 lutego 1949 o godz. 6 rano. Richard Schuh skazany za morderstwo i rozbój został ścięty na gilotynie na dziedzińcu więzienia w Tybindze, a jego ciało zostało przekazane Instytutowi Anatomii tamtejszego uniwersytetu. Ostatnia egzekucja na terenie Berlina Zachodniego miała miejsce 11 maja 1949, kiedy to Berthold Wehmeyer został zgilotynowany za morderstwo, gwałt i rozbój. 24 maja 1949 weszła w życie Konstytucja Niemiec znosząca karę śmierci na obszarze Republiki Federalnej Niemiec tworzonej z terenów brytyjskiej, amerykańskiej i francuskiej strefy okupacyjnej. Pomimo protestów rządu RFN, na terenie państwa nadal wykonywano wyroki śmierci na zbrodniarzach wojennych skazanych przez Międzynarodowy Trybunał Wojskowy w Norymberdze i amerykański Trybunał Wojskowy w Dachau niepodlegające jurysdykcji tego państwa. Ostatnie z nich miały miejsce 7 czerwca 1951, kiedy to w więzieniu Landsberg (tym samym, w którym osadzony po puczu monachijskim Adolf Hitler napisał Mein Kampf) powieszono: Oswalda Pohla skazanego w procesie SS-WVHA, Otto Ohlendorfa, Ericha Naumanna, Paula Blobela i Wernera Braune skazanych w procesie Einsatzgruppen oraz Hansa Theodora Schmidta skazanego w procesie załogi Buchenwaldu i Georga Schallermaira skazanego w odrębnym procesie (000-50-2-121 US vs. Georg Schallermair) w ramach procesów załogi KZ-Außenkommando Mühldorf – podobozu KL Dachau.
W NRD egzekucje skazanych na karę śmierci wykonywano znacznie dłużej i aż do 1966 roku wykorzystywano do tego celu gilotynę. Po raz ostatni w Niemczech został w ten sposób uśmiercony 8 lipca 1966 w więzieniu w Lipsku Horst Paul Silvester Fischer – zbrodniarz nazistowski, lekarz SS w obozie koncentracyjnym Auschwitz-Birkenau. Wykonanie kary śmierci było w NRD objęte ścisłą tajemnicą i nawet w przypadkach egzekucji przeprowadzonych po pokazowych procesach w akt zgonu jako przyczynę śmierci wpisywano atak serca. Ostatni wyrok śmierci wydany przez sąd cywilny wykonano prawdopodobnie 15 września 1972 roku na skazanym za ośmiokrotnie morderstwo i wykorzystywanie seksualne dzieci. Egzekucji poprzez „nieoczekiwany strzał w tył głowy” dokonał wschodnioniemiecki kat Hermann Lorenz. Niemiecki oddział Amnesty International jako ostatni przypadek podaje egzekucję Karla Gorny’ego, wykonaną według ich źródeł 31 stycznia 1975. 26 czerwca 1981 roku wykonano ostatni wyrok wydany przez sąd wojskowy. W więzieniu przy Alfred-Kästner-Straße w Lipsku stracony został przez Hermanna Lorenza poprzez „nieoczekiwany strzał w tył głowy” przy użyciu pistoletu Walther P38 Werner Teske skazany za planowanie zdrady. Karę śmierci na terenie NRD zniesiono całkowicie 18 grudnia 1987.